# Томазо Албинони
Томазо Ђовани Албинони (итал. Tomaso Giovanni Albinoni; Венеција, 8. јун 1671 — Венеција, 17. јануар 1751) је италијански барокни композитор и виолиниста.Написао је преко педесет опера, али је најпознатија његова инструментална музика, посебно концерти за обоу. Његово најпопуларније и најизвођеније музичко дело је Адађо у ге-молу.
Написао је око 60 кончерта, преко 80 соната за разне инструменталне композиције и преко 40 соло кантата.

## Објављена дела
- Оп. 1 (1694):
- Оп. 2 (1700):
- Оп. 3 (1701):
- Оп. 4 (1702):
- Оп. 5 (1707):
- Оп. 6 (c. 1711):
- Оп. 7 (1715):
- Оп. 8 (1722):
- Оп. 9 (1722):
- Оп. 10 (1735/36):